# Estrella binària amb embolcall comú

Etapes clau en una fase d’embolcall comú. Part superior: una estrella omple el lòbul de Roche. Mig: el company es engolit; el nucli i el company s'espiren cap a l’altre dins d’un embolcall comú. Part inferior: s'expulsa l'embolcall o es fusionen les dues estrelles.

En astronomia, un embolcall comú (de l'anglés common envelope, CE) és el gas que conté un sistema estel·lar binari. El gas no gira al mateix ritme que el sistema binari incrustat. Hom diu que un sistema amb aquesta configuració s'hi troba en una fase d’embolcall comú o en fase d’evolució d’embolcall comú.
Durant una fase d’embolcall comú, el sistema binari incrustat està subjecte a forces d’arrossegament de l'embolcall que fan minvar la separació de les dues estrelles. La fase finalitza quan s'expulsa l'embolcall per sortir del sistema binari amb una separació orbital molt més petita, o quan les dues estrelles es fan prou properes per fusionar-se i formar una sola estrella. Una fase d’embolcall comú és de curta durada en relació amb la vida útil de les estrelles implicades.
L'evolució a través d’una fase d’embolcall comú amb l'expulsió de l'embolcall pot conduir a la formació d’un sistema binari compost per un objecte compacte amb un company proper. Les variables cataclísmiques, els binaris de raigs X i els sistemes de nans blancs dobles propers o estrelles de neutrons són exemples de sistemes d’aquest tipus que es poden explicar com han experimentat una evolució comuna de l'embolcall. En tots aquests exemples hi ha un romanent compacte (nana blanca, estrella de neutrons o forat negre) que devia ser el nucli d’una estrella que era molt més gran que la separació orbital actual. Si aquests sistemes han experimentat una evolució comuna de l'embolcall, s'explica la seva separació actual. Els sistemes de període curt que contenen objectes compactes són fonts d'ones gravitacionals i supernoves de tipus Ia.
Les prediccions del resultat de l'evolució comuna de l'embolcall són incertes. -- Un embolcall comú de vegades es confon amb un binari de contacte. En un sistema binari d’embolcall comú, l'embolcall no gira generalment a la mateixa velocitat que el sistema binari incrustat; per tant, no està restringit per la superfície equipotencial que travessa el punt punt lagrangià L2. En un sistema binari de contacte, l'embolcall compartit gira amb el sistema binari i omple una superfície equipotencial.

## Formació

Es formen etapes de la vida d’un sistema binari com a embolcall comú. El sistema té una relació de massa M1/M2 = 3. La línia negra és la superfície equipotencial de Roche. La línia discontínua és l'eix de rotació. (a) Les dues estrelles s'hi troben dins dels seus lòbuls de Roche, l'estrella 1 a l'esquerra (massa M1 en vermell) i l'estrella 2 a la dreta (massa M2 en taronja). (b) L'estrella 1 ha crescut fins a gairebé omplir el lòbul de Roche. (c) L'estrella 1 ha crescut fins a omplir en excés el lòbul Roche i transfereix la massa a l'estrella 2: desbordament del lòbul Roche. (d) Transferida massa ràpidament per ser acumulada, la matèria s'ha acumulat al voltant de l'estrella 2. (e) S'ha format un embolcall comú, representat esquemàticament per una el·lipse. Adaptat de la figura 1 d’Izzard et al. (2012).

Un embolcall comú es forma en un sistema estel·lar binari quan la separació orbital disminueix ràpidament o una de les estrelles s'expandeix ràpidament. L'estrella donant començarà la transferència de massa quan ompliga el lòbul de Roche i, com a conseqüència, l’òrbita es reduirà encara més fent que desborde encara més el lòbul de Roche, cosa que accelera la transferència de massa, fent que l’òrbita es reduisca encara més ràpidament i el donant s'expandisca més. Això condueix al procés de fugida de la transferència de massa inestable dinàmicament. En alguns casos, l'estrella receptora és incapaç d'acceptar tot el material, cosa que condueix a la formació d'un embolcall comú que envolta l'estrella acompanyant.

## Evolució
El nucli del donant no participa en l'expansió de l'embolcall estel·lar i en la formació de l'embolcall comú, i l'embolcall comú contindrà dos objectes: el nucli del donant original i l'estrella acompanyant. Aquests dos objectes (inicialment) continuen el seu moviment orbital dins de l'embolcall comú. Tanmateix, hom creu que a causa de les forces d’arrossegament a l’interior de l'embolcall gasós, els dos objectes perden energia, cosa que els porta a una òrbita més propera i en realitat augmenta les seves velocitats orbitals. Hom suposa que la pèrdua d’energia orbital s'escalfa i expandeix l'embolcall i tota la fase d’embolcall comú finalitza quan l'embolcall s'expulsa a l'espai o els dos objectes de l'embolcall es fusionen i no hi ha més energia disponible per expandir-se o fins i tot expulseu l'embolcall. Aquesta fase de reducció de l'òrbita a l'interior de l'embolcall comú es coneix com a espiral.

## Manifestacions observacionals
Els esdeveniments habituals de l'embolcall (CEE) són difícils d'observar. La seva existència s'ha deduït principalment de manera indirecta a partir de la presència a la galàxia de sistemes binaris que no es poden explicar per cap altre mecanisme. Observacionalment, les CEE haurien de ser més brillants que les noves típiques, però més dèbils que les supernoves típiques. La fotosfera de l'embolcall comú hauria de ser relativament freda —aproximadament 5.000 K—, emetent un espectre vermell. No obstant això, la seva gran mida hauria de conduir a una gran lluminositat, de l'ordre de la d'una supergegant vermella. Un esdeveniment d’embolcall comú hauria de començar amb un fort augment de la lluminositat seguit d’un altiplà de pocs mesos de lluminositat constant (molt semblant al de la supernova tipus P-II) alimentat per la recombinació d'hidrogen a l'embolcall. Després d'això, la lluminositat hauria de disminuir ràpidament.
Al passat s'han observat diversos esdeveniments que s'assemblen a la descripció anterior. Aquests esdeveniments s'anomenen noves vermelles lluminoses (LRNe). Són subconjunts d’una classe més àmplia d’esdeveniments anomenats transitoris vermells de lluminositat intermèdia (ILRT). Tenen velocitats d’expansió relativament lentes de 200 a 1.000 km/s.
Entre els possibles CEE que s'han observat fins ara inclouen:
- M85 OT2006-1, possible expulsió de tot l'embolcall.
- V1309 Scorpii, una possible fusió d’estrelles.
- M31 RV
- V838 Monocerotis[7][8]